# Михайло Дерегус (монета)
«Миха́йло Де́регус» — ювілейна монета номіналом 2 гривні, випущена Національним банком України. Присвячена 100-річчю від дня народження відомого митця ХХ століття Михайлу Дерегусу (1904—1997). Живописець і графік, педагог і культурний діяч — Михайло Гордійович Дерегус, сприйнявши узагальнену національну традицію, майстерно поєднав її із здобутками світової культури. Широко відомі його живописні твори козацької тематики, а саме серія «Хмельниччина», «Переяславська рада», триптих «Дума про козака Голоту» тощо. Ілюстрації до творів І. Котляревського, Т. Шевченка, Лесі Українки, М. Гоголя, М. Некрасова стали значним здобутком графічного мистецтва.
Монету введено в обіг 25 жовтня 2004 року. Вона належить до серії «Видатні особистості України».

## Опис та характеристики монети
| Номінал грн. | Метал      | Маса, грам | Діаметр, мм. | Якість виготовлення | Гурт     | Тираж, штук |
| ------------ | ---------- | ---------- | ------------ | ------------------- | -------- | ----------- |
| 2            | нейзильбер | 12,8       | 31           | анциркулейтед       | рифлений | 30 000      |

### Аверс
На аверсі монети вгорі розміщено малий Державний Герб України, під ним написи в три рядки — «УКРАЇНА 2 ГРИВНІ» та логотип Монетного двору Національного банку України, які розміщені на тлі палітри з двома пензлями (праворуч), унизу — рік карбування монети «2004».

### Реверс
На реверсі профільний портрет Михайла Дерегуса і півколом написи «1904—1997» «МИХАЙЛО ДЕРЕГУС».

## Автори

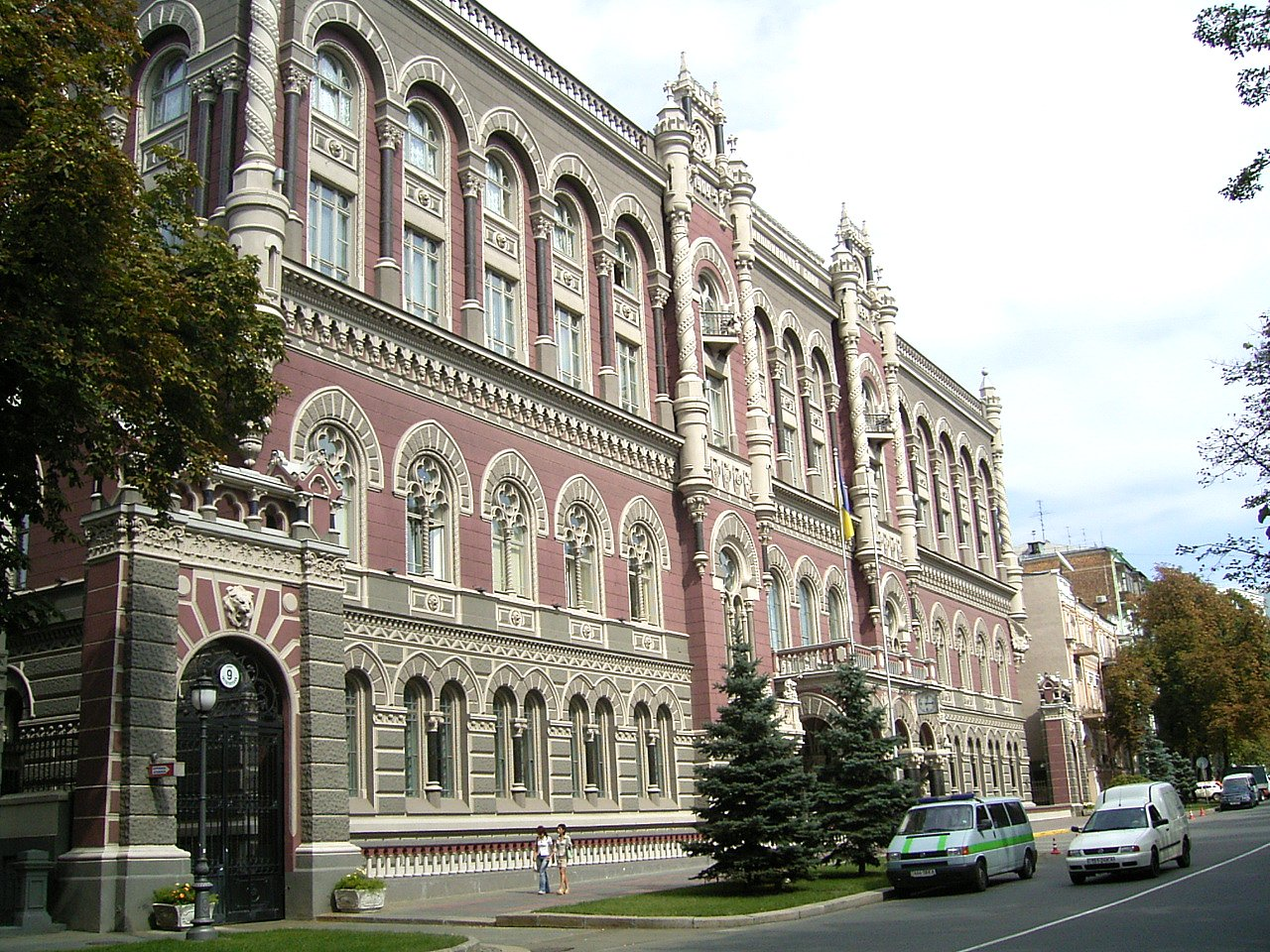
Будівля Національного банку України

- Художники: Дерегус-Лоренс Наталія, Дерегус Марина[1].
- Скульптор: Чайковський Роман.

## Вартість монети
Під час введення монети в обіг 2004 року, Національний банк України розповсюджував монету через свої філії за номінальною вартістю — 2 гривні.
Фактична приблизна вартість монети з роками змінювалася так:
| Рік        | 2010 | 2011 | 2012 | 2013 | 2014 | 2015 | 2016 | 2017 | 2018 | 2019 | 2020 | 2021 | 2022 | 2023 | 2024 | 2025 |
| ---------- | ---- | ---- | ---- | ---- | ---- | ---- | ---- | ---- | ---- | ---- | ---- | ---- | ---- | ---- | ---- | ---- |
| Ціна, грн. | 20   | 25   | 30   | 30   | 35   | 45   | 60   | 75   | 80   | 90   | 90   | 95   | 95   | 145  | 210  | 220  |